# Alluaudomyia soutini
Alluaudomyia soutini är en tvåvingeart som beskrevs av Meillon och Wirth 1983. Alluaudomyia soutini ingår i släktet Alluaudomyia och familjen svidknott. Inga underarter finns listade i Catalogue of Life.